# Gerold Limon
Gerold Limon (Paramaribo, 4 juli 1968 - Almere, 6 januari 2016) was een Surinaams-Nederlands soul- en pop-Jawa-zanger. Hij werd wel de Surinaamse Gerald Levert genoemd. Hij trad op in verschillende bands, waaronder als leadzanger van Rupia (2011-2016).

## Biografie
Limon begon zijn muziekloopbaan in Suriname. Hij brak in 1986 door bij het grote publiek met zijn vertolking van Arki mi tijdens SuriPop VI in 1990. In hetzelfde jaar had hij een duet met Lucretia Muringen en brachten ze samen de maxisingle Still you are my true love uit. In 1996 maakte hij deel uit van Astaria, toen die de populaire Indonesische campursari-zanger Didi Kempot begeleidde tijdens diens tournee in Suriname.
Hij vervolgde zijn loopbaan in Nederland en nam samen met John Oldenstam en Maikel van Hetten deel aan de Soundmixshow van Henny Huisman met het nummer If you walk away van de Goodfellaz. In 2009 nam hij deel aan het Kwakoe Familie Festival in Almere.
Limon werd wel de Surinaamse Gerald Levert genoemd, een van de leadzangers van de soulband The O'Jays. In 2015 voerde hij een show op ter herinnering aan de muziekloopbaan van Levert.
Rond 2011 werd Limon de opvolger van Ragmad Amatstam bij de pop-Jawa-groep Rupia. Hij bleef bijna vijf jaar aan als leadzanger van de groep.
In 2016 zakte Limon in zijn huis in elkaar en overleed hetzelfde moment. Limon is 47 jaar oud geworden. Anderhalve week na zijn dood werd een muzikaal eerbetoon voor hem gehouden in Almere.